# Broughty Ferry
Broughty Ferry (Schots-Gaelisch: Bruach Tatha, Scots: Brochtie) is een voorstad van Dundee met ongeveer 13 000 inwoners aan de oever van de Firth of Tay in de Schotse lieutenancy Dundee in het raadsgebied City of Dundee. Vanaf 1864 was Broughty Ferry een Burgh tot in 1913 Broughty Ferry werd opgenomen in de koninklijke Burgh Dundee.
In Broughty Ferry bevindt zich Broughty Castle een van oorsprong vijftiende-eeuws kasteel, dat in de negentiende eeuw werd veranderd in een artilleriefort.
Broughty Ferry wordt sinds 1838 bediend door een spoorwegstation op de Edinburgh to Aberdeen Line

## Geboren
- Frank Munro (1947-2011), Schots voetballer